# توصيل (شركة)
توصيل (الاسم التجاري لها هو Taw9eel) هي موقع يتبع لشركة كويتية خاصة، تأسست عام 2006 تقوم بتوصيل وبيع المنتجات المنزلية وغيرها إلى العملاء، مثل أدوات الاستخدام، والمأكولات والمنتجات الالكترونية والأدوات المنزلية الكهربائية، وملحقات الكمبيوتر، والملابس، والألعاب والفنون.